# Ecliptopera stathera
Ecliptopera stathera är en fjärilsart som beskrevs av Louis Beethoven Prout 1940. Ecliptopera stathera ingår i släktet Ecliptopera och familjen mätare. Inga underarter finns listade i Catalogue of Life.